# Bột

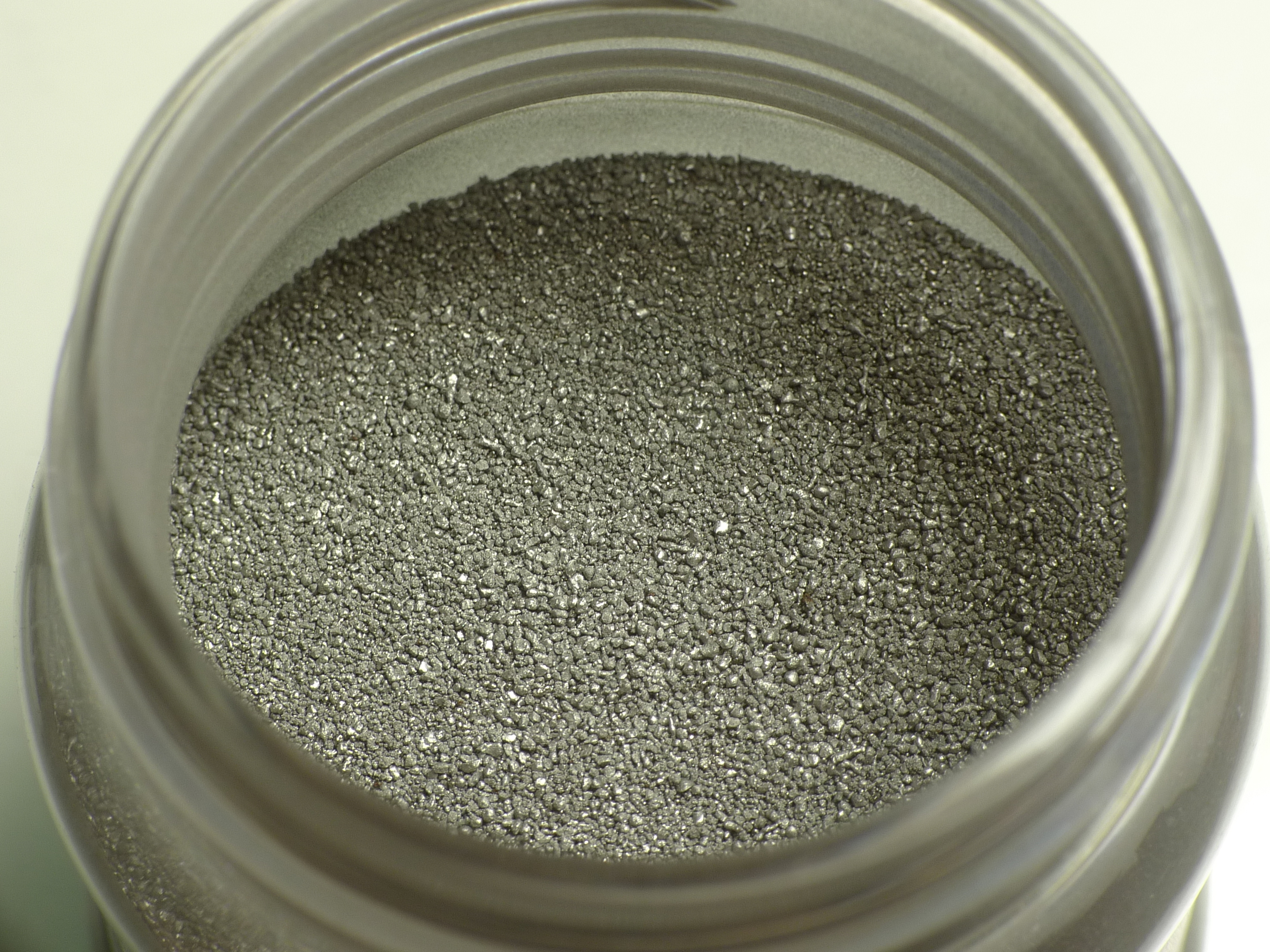
Bột sắt

Bột là một chất rắn khô, đã qua chế biến sơ và là khối lượng lớn bao gồm nhiều hạt rất mịn có thể chảy tự do khi lắc hoặc nghiêng. Bột là một phân lớp đặc biệt của vật liệu dạng hạt, mặc dù thuật ngữ bột và hạt đôi khi được sử dụng để phân biệt các lớp vật liệu riêng biệt. Bột đề cập đến những vật liệu dạng hạt có kích thước nhỏ hơn và mịn hơn. Do đó bột có xu hướng hình thành khối lớn hơn khi chảy. Hạt dùng để chỉ các vật liệu dạng hạt thô không có xu hướng hình thành cục trừ khi bị ướt.

## Các loại
Nhiều hàng hóa được sản xuất ở dạng bột, như bột lương thực, đường, cà phê xay, sữa bột, mực máy photocopy, thuốc súng, bột mỹ phẩm, và một số dược phẩm. Trong tự nhiên, bụi, cát, tuyết, tro núi lửa và lớp trên cùng của lớp đất mặt của Mặt Trăng cũng là những ví dụ về bột.
Do tầm quan trọng của chúng đối với ngành công nghiệp, y học và khoa học trái đất, bột đã được các kỹ sư hóa học, kỹ sư cơ khí, nhà hóa học, nhà vật lý, nhà địa chất và nhà nghiên cứu trong các ngành khác nghiên cứu rất chi tiết.

## Tính chất cơ học
Thông thường, một loại bột có thể được nén hoặc nới lỏng thành một phạm vi mật độ lớn hơn rất nhiều so với vật liệu dạng hạt thô hơn. Khi lắng bằng cách rắc, một loại bột có thể rất nhẹ và mịn. Khi rung hoặc nén nó có thể trở nên rất đậm đặc và thậm chí mất khả năng chảy. Mật độ lớn của cát thô, mặt khác, không thay đổi trong một phạm vi đáng kể.
Hành vi vón cục của một loại bột phát sinh do lực Van der Waals phân tử làm cho các hạt riêng lẻ bám vào nhau. Lực này có mặt không chỉ trong bột, mà cả cát và sỏi. Tuy nhiên, trong các vật liệu hạt thô như vậy, trọng lượng và quán tính của các hạt riêng lẻ lớn hơn nhiều so với lực Van der Waals rất yếu, và do đó, sự bám dính nhỏ giữa các hạt không có ảnh hưởng chi phối đến hành vi khối của vật liệu. Chỉ khi các hạt rất nhỏ và nhẹ, lực Van der Waals mới trở nên chiếm ưu thế, khiến vật liệu bị vón cục như bột. Sự quá khổ chéo giữa các điều kiện dòng chảy và điều kiện dính có thể được xác định bằng thí nghiệm đơn giản.
Nhiều hành vi giống bột khác là phổ biến cho tất cả các vật liệu dạng hạt. Chúng bao gồm sự phân tách, phân tầng, gây nhiễu và không rung, dễ vỡ, mất động năng, cắt ma sát, nén và giãn nở của Reynold.

## Vận chuyển bột
Bột được vận chuyển trong khí quyển khác với vật liệu dạng hạt thô. Thứ nhất, các hạt nhỏ có quán tính nhỏ so với lực kéo của khí bao quanh chúng, và vì vậy chúng có xu hướng đi theo dòng chảy thay vì đi theo đường thẳng. Vì lý do này, bột có thể là một mối nguy hiểm khi hít phải. Các hạt lớn hơn không thể len lỏi qua hệ thống phòng thủ của cơ thể trong mũi và xoang, nhưng sẽ tấn công và dính vào màng nhầy. Cơ thể sau đó di chuyển chất nhầy ra khỏi cơ thể để trục xuất các hạt. Mặt khác, các hạt nhỏ hơn có thể di chuyển đến phổi mà chúng không thể bị trục xuất. Các bệnh nghiêm trọng và đôi khi gây tử vong như bệnh bụi phổi silic là kết quả của việc làm việc với một số loại bột mà không có sự bảo vệ hô hấp đầy đủ.
Ngoài ra, nếu các hạt bột đủ nhỏ, chúng có thể bị lơ lửng trong khí quyển trong một thời gian rất dài. Chuyển động ngẫu nhiên của các phân tử không khí và nhiễu loạn cung cấp các lực hướng lên có thể chống lại lực hấp dẫn đi xuống. Mặt khác, các hạt thô, nặng đến nỗi chúng rơi xuống đất ngay lập tức. Sau khi bị xáo trộn, bụi có thể tạo thành những cơn bão bụi khổng lồ xuyên qua các lục địa và đại dương trước khi quay trở lại bề mặt. Điều này giải thích tại sao có tương đối ít bụi độc hại trong môi trường tự nhiên. Khi ở trên cao, bụi rất có khả năng ở lại trên cao cho đến khi gặp nước dưới dạng mưa hoặc nước. Sau đó, nó dính và bị cuốn xuống hạ lưu để lắng xuống dưới dạng bùn trong một hồ nước hoặc biển yên tĩnh. Khi những thay đổi địa chất sau đó tái hiện các trầm tích này vào khí quyển, chúng có thể đã được gắn kết với nhau để trở thành đá bùn, một loại đá. Để so sánh, Mặt Trăng không có gió cũng không có nước, và do đó, regolith của nó chứa bụi nhưng không có đá bùn.
Các lực kết dính giữa các hạt có xu hướng chống lại không khí của chúng, và chuyển động của gió trên bề mặt ít có khả năng làm xáo trộn một hạt bụi nằm thấp hơn một hạt cát lớn hơn nhô ra trong gió. Kích động cơ học như giao thông xe cộ, đào hoặc đàn gia súc đi qua có hiệu quả hơn một cơn gió ổn định khi khuấy bột.
Các đặc tính khí động học của bột thường được sử dụng để vận chuyển chúng trong các ứng dụng công nghiệp. Vận chuyển bằng khí nén là vận chuyển bột hoặc hạt qua đường ống bằng cách thổi khí. Một tầng sôi khí là một thùng chứa đầy một loại bột hoặc chất hạt được xáo trộn lên bằng cách thổi khí lên trên qua nó. Điều này được sử dụng để đốt cháy tầng sôi, phản ứng hóa học khí với bột.
Một số loại bột có thể bụi hơn những loại khác. Xu hướng bột tạo ra các hạt trong không khí dưới một đầu vào năng lượng nhất định được gọi là " bụi ". Đây là một tính chất bột quan trọng có liên quan đến quá trình aerosol hóa bột. Nó cũng có dấu hiệu cho thấy con người tiếp xúc với các hạt khí dung và các rủi ro sức khỏe liên quan (thông qua tiếp xúc với da hoặc hít phải) tại nơi làm việc. Các phương pháp kiểm tra độ bụi khác nhau đã được thiết lập trong các phòng thí nghiệm nghiên cứu, để dự đoán các hành vi của bột trong quá trình aerosol hóa. Các phương pháp này (thiết lập phòng thí nghiệm) cho phép áp dụng một loạt các đầu vào năng lượng cho các vật liệu dạng bột, mô phỏng các kịch bản thực tế khác nhau.